# AS SONIDEP
Association Sportive de la Société Nigérienne des Produits Pétroliers w skrócie AS SONIDEP – nigerski klub piłkarski grający w nigerskiej pierwszej lidze, mający siedzibę w mieście Niamey.

## Sukcesy
- I liga[1]:
  - mistrzostwo (2): 2017/2018, 2018/2019.

- Puchar Nigru[2]:
  - zwycięstwo (2): 2014/2015, 2018/2019.

## Występy w afrykańskich pucharach
| Sezon     | Rozgrywki           | Runda    | Kraj     | Klub                     | Dom | Wyjazd | Dwumecz |
| --------- | ------------------- | -------- | -------- | ------------------------ | --- | ------ | ------- |
| 2016      | Puchar Konfederacji | wstępna  | Libia    | Al-Ittihad Trypolis      | 3–1 | 1–4    | 4–5     |
| 2018/2019 | Liga Mistrzów       | wstępna  | Zambia   | ZESCO United             | 1–2 | 0–3    | 1–5     |
| 2019/2020 | Liga Mistrzów       | wstępna  | Algieria | USM Algier               | 1–2 | 1–3    | 2–5     |
| 2020/2021 | Liga Mistrzów       | wstępna  | Somalia  | Mogadishu City Club      | 2–0 | 2–0    | 4–0     |
| 2020/2021 | Liga Mistrzów       | 1        | Egipt    | Al-Ahly Kair             | 0–1 | 0–4    | 0–5     |
| 2020/2021 | Puchar Konfederacji | play-off | Kamerun  | Coton Sport FC de Garoua | 0–1 | 0–1    | 0–2     |

## Stadion
Domowe mecze klub rozgrywa na stadionie o nazwie Stade Général Seyni Kountché w Niamey. Stadion może pomieścić 35000 widzów.

## Reprezentanci kraju grający w klubie
Stan na styczeń 2023.
| - Khaido Assadeh - Yahaya Babari - Ousseini Badamassi - Moustapha Mahamadou Garba - Boubacar Djibril Goumey - Razak Oumarou Halidou - Mouhamadou Hamidou Ali - Abdoul Aziz Hourba - Saidou Idrissa - Ismaël Inoussa - Amadou Kader - Souleymane Lawali - Abdoul Madjid Moumouni - Bilyamine Moussa | - Mohammed Moussa - Adamou Moussa Issa - Abdoul Nasser Nomaou - Amadou Sabo - Souleymane Dela Sacko - Abdoul Razak Seyni - Mahamadou Souley - Abdou Illa Zakari Yaou - Nicolas Dognon - Oumarou Sané - César Abaya - Hamidou Sinayoko - Ezekiel Mbah - Eli Sewonou |